# Branchiomma
Genre
Synonymes
- Dasychone Sars, 1862[2]
- Dasychonopsis Bush, 1905[2]

Branchiomma est un genre de vers annélides polychètes marins appartenant à la famille des Sabellidae.

## Liste d'espèces
Selon World Register of Marine Species (1 novembre 2018) :
- Branchiomma arcticum (Ditlevsen, 1937)
- Branchiomma argus (Sars, 1862)
- Branchiomma bahusiense Johansson, 1927
- Branchiomma bairdi (McIntosh, 1885)
- Branchiomma boholense (Grube, 1878)
- Branchiomma bombyx (Dalyell, 1853)
- Branchiomma capense (McIntosh, 1885)
- Branchiomma cingulatum (Grube, 1870)
- Branchiomma coheni Tovar-Hernandez & Knight-Jones, 2006
- Branchiomma conspersum (Ehlers, 1887)
- Branchiomma corolliferum (Ehlers, 1913)
- Branchiomma costaricense Tovar-Hernández & Dean, 2010
- Branchiomma curtum (Ehlers, 1901)
- Branchiomma galei (Augener, 1914)
- Branchiomma gravelyi (Aziz, 1938)
- Branchiomma iliffei Tovar-Hernandez & Knight-Jones, 2006
- Branchiomma inconspicua (M. Sars in G.O. Sars, 1872)
- Branchiomma infarctum (Krøyer, 1856)
- Branchiomma luctuosum (Grube, 1870)
- Branchiomma lucullanum (Delle Chiaje, 1828)
- Branchiomma maerli Licciano & Giangrande, 2008
- Branchiomma moebii Knight-Jones, 1994
- Branchiomma natalense (Kinberg, 1866)
- Branchiomma nigromaculatum (Baird, 1865)
- Branchiomma patriota Nogueira, Rossi & Lopez, 2006
- Branchiomma picta (McIntosh, 1885)
- Branchiomma pseudoviolacea (Augener, 1922)
- Branchiomma sanjuanense (Treadwell, 1941)
- Branchiomma serratibranchis (Grube, 1878)
- Branchiomma spongiarum Knight-Jones, 1994
- Branchiomma violacea (Schmarda, 1861)
- Branchiomma wyvillei (McIntosh, 1885)